# Balai Jaya (Pelepat)
Balai Jaya is een bestuurslaag in het regentschap Bungo van de provincie Jambi, Indonesië. Balai Jaya telt 984 inwoners (volkstelling 2010).